# Søgletsjer (Søndermarken)
De Søgletsjer is een gletsjer in Nationaal park Noordoost-Groenland in het oosten van Groenland. 

## Geografie
De gletsjer is noordoost-zuidwest georiënteerd en heeft een lengte van meer dan drie kilometer. Ze mondt in het zuidwesten uit in de Annekssøen.
De gletsjer ligt in het zuiden van Søndermarken ten oosten van het zuidelijke einde van de Annekssøen.
Ongeveer vijftien kilometer naar het noordoosten ligt de Evaldgletsjer en op meer dan 30 kilometer naar het westen ligt de grote Storstrømmengletsjer.